# Cantone di Saint-Jean-Soleymieux
Il Cantone di Saint-Jean-Soleymieux era una divisione amministrativa dell'arrondissement di Montbrison.
È stato soppresso a seguito della riforma complessiva dei cantoni del 2014, che è entrata in vigore con le elezioni dipartimentali del 2015.
Comprendeva i comuni di:
- Chazelles-sur-Lavieu
- Boisset-Saint-Priest
- La Chapelle-en-Lafaye
- Chenereilles
- Gumières
- Lavieu
- Luriecq
- Margerie-Chantagret
- Marols
- Montarcher
- Saint-Georges-Haute-Ville
- Saint-Jean-Soleymieux
- Soleymieux